# Хартман I фон Алерхайм
Хартман I фон Алерхайм-Аухаузен (на немски: Hartmann I von Alerheim-Auhausen; † сл. 1133) е граф на Алерхайм в Бавария и господар на Аухаузен в Бавария. Той е родител на графете на Лобдебург при Йена-Лобеда в Тюрингия.

## Управление
Хартман I основава манастир Анхаузен на река Вьорниц и му подарява през 1129 и 1133 г. старата резиденция Аухаузен. Преди февруари 1133 г. Хартман с фамилията си се мести на Заале в Лобеде (днес Лобеда, част от Йена-Лобеда) в Тюрингия по времето на крал Лотар III.

## Деца
Хартман I фон Алерхайм-Аумаузен има децата:
- Хартман II фон Лобдебург († 11 ноември 1186), женен за бургграфиня фон Магдебург, дъщеря на Бурхард I фон Кверфурт бургграф на Магдебург († ок. 1161/1162)
- Рабодо фон Лобдебург († сл. 1176), епископ на Шпайер (1173 – 1176)
- Ото фон Лобдебург-Алерхайм († сл. 1194); има трима сина
- (София) фон Ахаузен, омъжена за Бертхолд фон Вилдберг († сл. 1187)

## Галерия
- Замък/дворец Алерхайм
- Дворец Алерхайм (2016)
- Манастир Аухаузен преди разрушаването му през 1818